# Virbia mentiens
Virbia mentiens är en fjärilsart som beskrevs av Walker 1854. Virbia mentiens ingår i släktet Virbia och familjen björnspinnare. Inga underarter finns listade i Catalogue of Life.